# Людський ланцюг

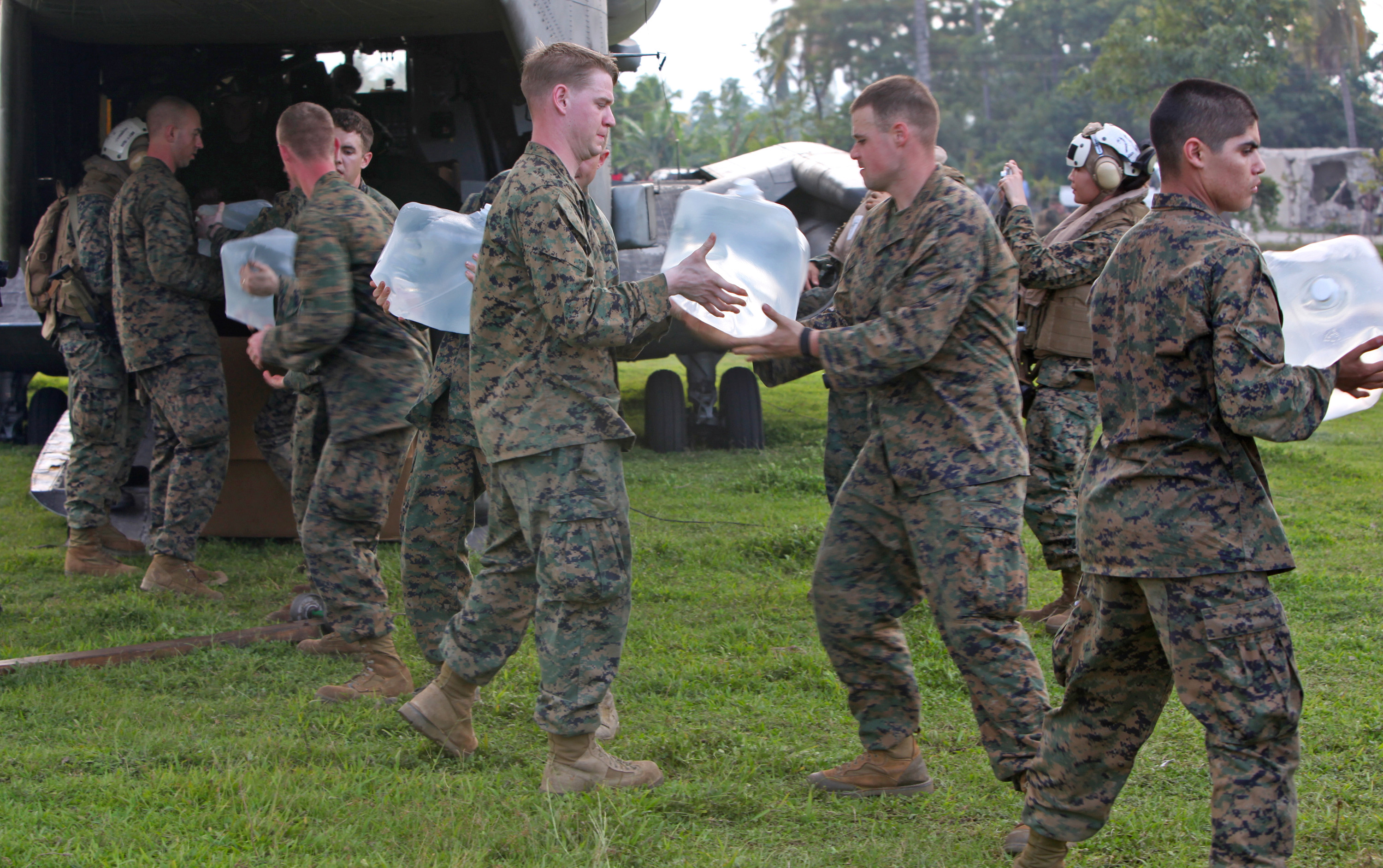
Солдати розвантажують запаси води з гелікоптера методом людського ланцюга

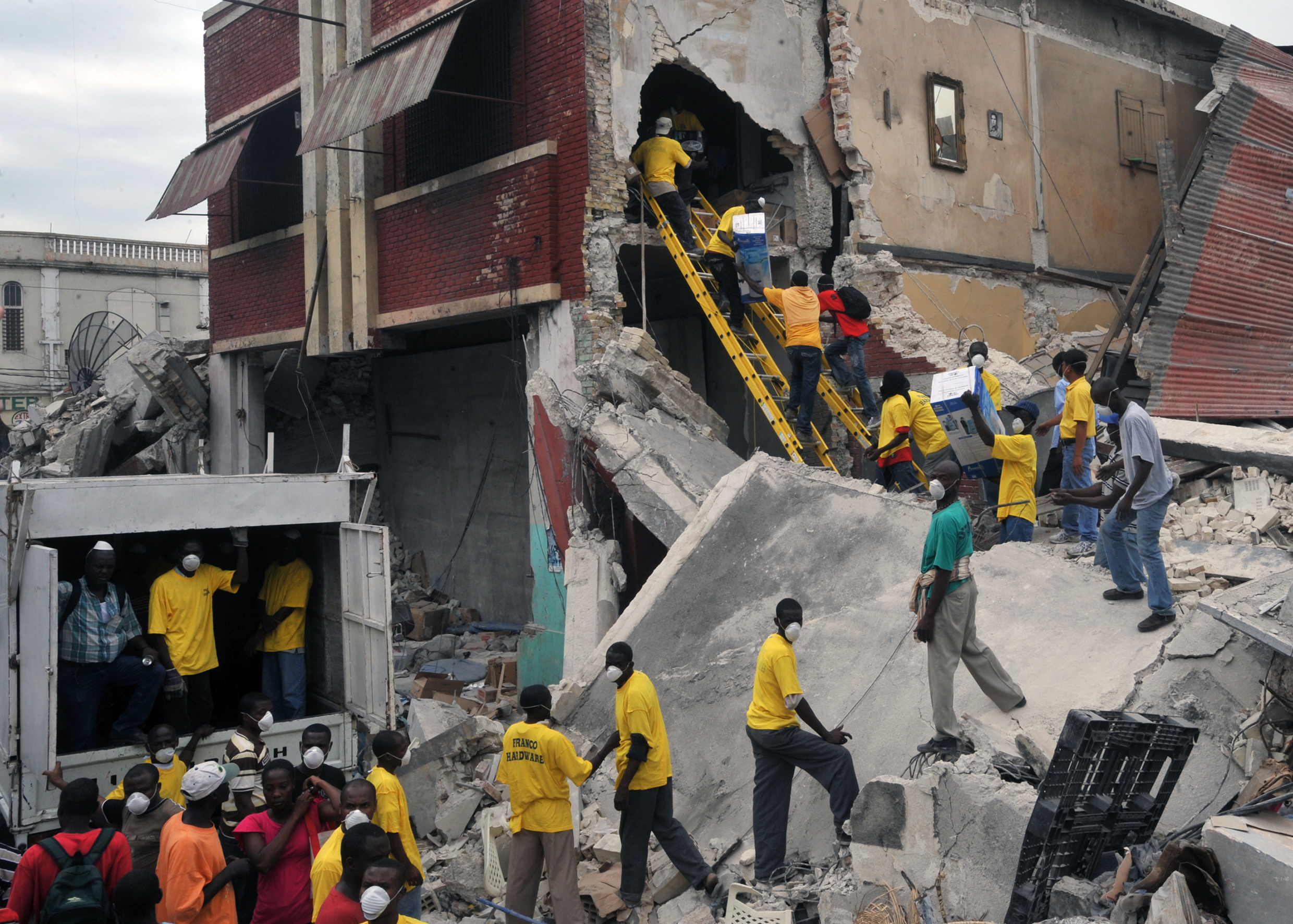
Людський ланцюг розбирає завал після землетрусу на Гаїті в 2010.

Людський ланцюг (англ. bucket brigade) — це метод транспортування речей, при якому вони передаються від однієї до іншої людини і ці люди приблизно залишаються на одному місці.